# غصن الزيتون (فلم)
غصن الزيتون فيلم رومانسي مصري من إنتاج عام 1962 يتناول مشكلة الشك في الحياة الزوجية بطولة: سعاد حسني، أحمد مظهر، عمر الحريري، عبد المنعم إبراهيم، قصته مأخودة من رواية للكاتب محمد عبد الحليم عبد الله بنفس الاسم.

## قصة الفيلم
تبدأ أحداث الفيلم في عام 1945، حيث المدرس الشاب "عبده" (أحمد مظهر)، الذي يعمل في إحدى المدارس الخاصة في القاهرة ويعجب ب"عطيات" (سعاد حسني) أجمل فتيات المدرسة. أيضا زميله جمال (عمر الحريري) المدرس الذي ينال أعجاب الكثير من الفتيات يحب عطيات، مما يجعل عبده يشعر بالحقد عليه.
ينتقل جمال إلى مدرسة أخرى في الإسكندرية، ويترك مكان تدريسه إلى عبده ليجد نفسه يقف يومياً أمام عطيات، ويكتشف بمرور الأيام أن عطيات تبادله الإعجاب، حينما ترسل له، كشاكيل تكتب له فيها أغنية (إمتى هاتعرف انى بحبك أنت)، فيتزوج الحبيبان، وتعيش عطيات في سعادة معتقدة أن عمرها القادم سيحمل لها حباً وسعادة لن ينضبا، إلا أن عبده لم ينس أبداً ما كان يقال حول زوجته وعلاقتها السابقة بجمال. مما يزيد الطين بلة أن جمال يعود من جديد ليعمل في القاهرة، لتتجدد نيران الغيرة في نفس عبده ويشك كثيرا في أن زوجته ما زالت على علاقه بجمال.

## وصلات خارجية
- مقالات تستعمل روابط فنية بلا صلة مع ويكي بيانات